# Хуан Ягуе
Хуан Ягуе Бланко (на испански: Juan Yagüe Blanco) е испански генерал от Гражданската война в Испания. Става известен като „Касапина от Бадахос“ (Carnicero de Badajoz), след като нарежда хиляди да бъдат убити, включително ранените в болницата.

## Биография
Син е на лекар, записва се от малък в пехотната академия на Толедо, където Франсиско Франко му е съкадет. Двамата едновременно служат в Африка, където Ягуе е ранен няколко пъти и получава отличия.
Повишен в подполковник през 1932 г. Заедно с Франко и генерал Едуардо Лопес Очоа, помага за потушаването на работническа стачка в Астурия, използвайки марокански редовни войници и легионери през 1934 г. Силен ранен поддръжник на испанската фаланга и близък личен приятел на Хосе Антонио Примо де Ривера.

## Гражданска война в Испания
Когато Нисето Алкала-Самора е заменен като президент на републиката от левия Мануел Асаня на 10 май 1936 г., група офицери от испанската армия, включително Ягуе, Емилио Мола, Франко, Гонсало Кейпо де Ляно и Хосе Санхурхо, започват да кроят заговор за свалянето на демократично избраното правителство на Народния фронт. Така избухва въоръжено въстание, което прераства в Испанската гражданска война на 17 юли 1936 г.
Силите на Ягуе се разбунтуват в Сеута, преди да пресекат Гибралтарския проток, за да се съберат с националистическите сили в Севиля, водени от Кейпо де Ляно. Ягуе напредва на север, като първо превзема Мерида, преди да атакува Бадахос с 3 000 войници на 14 август 1936 г. Водят се ожесточени улични боеве, когато националистите навлизат в града. Силите му в крайна сметка поемат контрол над Бадахос, като и двете страни понасят особено тежки загуби.
Под ръководството на Ягуе стотици затворници, военни и цивилни, са убити или екзекутирани в Бадахос по време на клането в Бадахос.
Преди да напусне града, Ягуе е попитан от американския журналист Джон Т. Уитакър за причината да избие 10% от населението на града и той отговоря:
„Разбира се, че ги застреляхме“, каза ми той. „Какво очакваш? Трябваше ли да взема 4 000 червени със себе си, докато моята колона напредваше, надбягвайки се с времето? Очакваше ли се да ги пусна и да оставя Бадахос отново да стане червен?“
— Хуан Ягуе до Джон Т. Уитакър
След това Ягуе е повишен в полковник и напредва към Мадрид, превземайки Трухильо, Навалморал де ла Мата и Талавера де ла Рейна, но не успява да превземе столицата. Той участва в Арагонската офанзива и завзема контрола над Белчите, Каспе и Лерида. Също играе водеща роля в победата на националистите при Ебро. През май 1938 г. Ягуе е отстранен от командването си и затворен за неразумни забележки, които прави при реч в Бургос, критикувайки Франко. След седмици се завръща на фронта. Твърди се, че е единственият командир на испанските сили, когото Легионът Кондор уважава. Ягуе никога не показва паника, дори когато врагът е близо, и успява бързо да коригира плановете за битката, за да отговори на променящите се обстоятелства.

## След войната
След разпадането на Втората испанска република през 1939 г. Ягуе е повишен в генерал-майор и назначен за министър на военновъздушните сили от генерал Франко. Произведен в генерал-лейтенант през 1942 г. и посмъртно е повишен в главнокомандващ.